# Xoshut
Xoshut, även känd som Heshuo, är ett härad som lyder under den autonoma prefekturen Bayingolin i Xinjiang-regionen i nordvästra Kina. Det ligger omkring 180 kilometer söder om regionhuvudstaden Ürümqi. 